# Adrian Rus
Adrian Rus (n. 18 martie 1996, Satu Mare, România) este un fotbalist român și maghiar, care joacă pe post de fundaș la Pisa în Serie B. Pe plan internațional, are prezențe la națională pentru România Sub-21 și România.
Și-a început cariera în orașul său natal, la Olimpia Satu Mare. În 2015, s-a mutat în Ungaria unde a jucat la Fehérgyarmat, Balmazújváros și Puskás Akadémia. Prin evoluțiile de aici, a intrat în vederile selecționerilor naționalei de tineret sub 21 de ani a României. A jucat trei meciuri în campania de calificare a acestei naționale a României la Campionatul European de fotbal Under-21 din 2019.⁠(d).
Are dublă cetățenie, română și maghiară, dar a declarat că se simte 100% român și și-a dorit întotdeauna să reprezinte țara în care s-a născut.

## Cariera la echipa României
A debutat la echipa națională la 8 septembrie 2019 într-un meci contra Maltei, în preliminariile pentru Euro 2020. A marcat primul său gol la echipa României într-un meci amical împotriva Moldovei, în 2022.